# Khanjyan
Pour les articles homonymes, voir Khanjyan (homonymie).
Khanjyan (en arménien Խանջյան) est une communauté rurale du marz d'Armavir, en Arménie. Elle compte 2 108 habitants en 2009.